# Bleed 2
Pour les articles homonymes, voir Bleed.
Bleed 2 est un jeu vidéo d'action et de plates-formes développé et édité par Bootdisk Revolution, sorti en 2017 sur Windows, Mac et Linux.
Il fait suite à Bleed.

## Accueil
- Canard PC : 7/10[1]